# Janosch
Janosch, né Horst Eckert à Hindenburg-en-Haute-Silésie le 11 mars 1931, est un auteur et illustrateur allemand de littérature d'enfance et de jeunesse. 

## Biographie
Après avoir déménagé avec sa famille en Allemagne de l’Ouest à la fin de la guerre, Horst Eckert s’installe à Munich en 1953, où il étudie à l’académie des beaux-arts. Il commence à travailler comme illustrateur dans la presse. Son premier livre pour enfant paraît en 1960 : Die Geschichte von Valek dem Pferd. Il a publié plus de 90 livres en langue allemande. Il vit actuellement[Quand ?] à Tenerife (Espagne).
De 2019 à 2021, il est sélectionné durant trois années d'affilée pour le prestigieux prix suédois, le Prix commémoratif Astrid-Lindgren.

## Quelques titres parus en français
- L'Auto de pluie (Das Regenauto), L'école des loisirs, 1975.
- Je te dis que tu es un ours !, Lotus, 1977 ; Casterman, 1983.
- La Souris aux chaussons rouges, Lotus, 1979 ; Casterman, 1983.
- Bonne nuit Galopin, Lotus, 1980 ; Gallimard Folio Benjamin, 1983.
- Le Grand Livre de Janosch (Das Grosse Buch von Janosch), Casterman, 1982.
- La Vie des zanimaux, Casterman, 1982.
- Galopin construit une maison, Gallimard Folio Benjamin, 1983.
- Cher Grillon, Casterman, 1983.
- À Panama, tout est bien plus beau, Casterman, 1984.
- En pyjama sur la Seine, Casterman, 1984.
- Raspoutine, papa ours, Casterman, 1984.
- La Course du lièvre et du hérisson, Casterman, 1985.
- Histoires de lapins, Gallimard Folio Benjamin, 1985.
- Au zoo, Casterman, 1987.
- Les Fripouilles (Das Lumpengesindel), Casterman, 1989.
- L'Ours et le Vieil Homme (Der alte Mann und der Bär), Père Castor-Flammarion, 1992.
- Bon anniversaire ! (1994)  (ISBN 2-203-11344-8)
- Bon voyage (1994)  (ISBN 2-203-11345-6)
- Raspoutine ou L'Art de vivre (1995)  (ISBN 2-02-020954-3)
- Un vélo pour Petit Tigre (1996)  (ISBN 2-08-162803-1)
- Je te guérirai, dit l'ours (1999)  (ISBN 2-203-12846-1)
- Un toit pour trois (1999)  (ISBN 3-314-20941-X)
- Une leçon de rêve pour un petit loir (2000)  (ISBN 2-203-12851-8)
- Coups doubles, Gallimard Série noire n° 2677, 2003  (ISBN 2-07-042572-X)
- Janosch Bush

## Prix et distinctions
- 1972 : (international) « Hightly Commended Illustrators »[2], par l' IBBY, pour l'ensemble de son œuvre
- 1979 : Deutscher Jugendliteraturpreis du livre illustré, pour Tout est si beau à Panama
- 1979 : Prix Toucan
- 1983 : Pinceau d'argent (nl)
- 1987 : Pinceau d'argent (nl)
- 1992 : Prix Andreas-Gryphius
- 1993 : Ordre du Mérite de la République fédérale d'Allemagne
- 2002 : Bayerischer Poetentaler
- 2019 à 2021 :  Sélection pour le Prix commémoratif Astrid-Lindgren[1] durant trois années d'affilée